# Mickey Mantle
 (août 2015).
Si vous disposez d'ouvrages ou d'articles de référence ou si vous connaissez des sites web de qualité traitant du thème abordé ici, merci de compléter l'article en donnant les références utiles à sa vérifiabilité et en les liant à la section « Notes et références ».
Pour les articles homonymes, voir Mantle.
Mickey Charles Mantle (20 octobre 1931 à Spavinaw - 13 août 1995) est un joueur professionnel de baseball élu au Temple de la renommée du baseball en 1974. Légendaire joueur des Yankees de New York, il a évolué pour cette équipe de la Ligue majeure de baseball de 1951 à 1968. Il a terminé sa carrière avec 536 coups de circuit en 18 saisons.

## Carrière

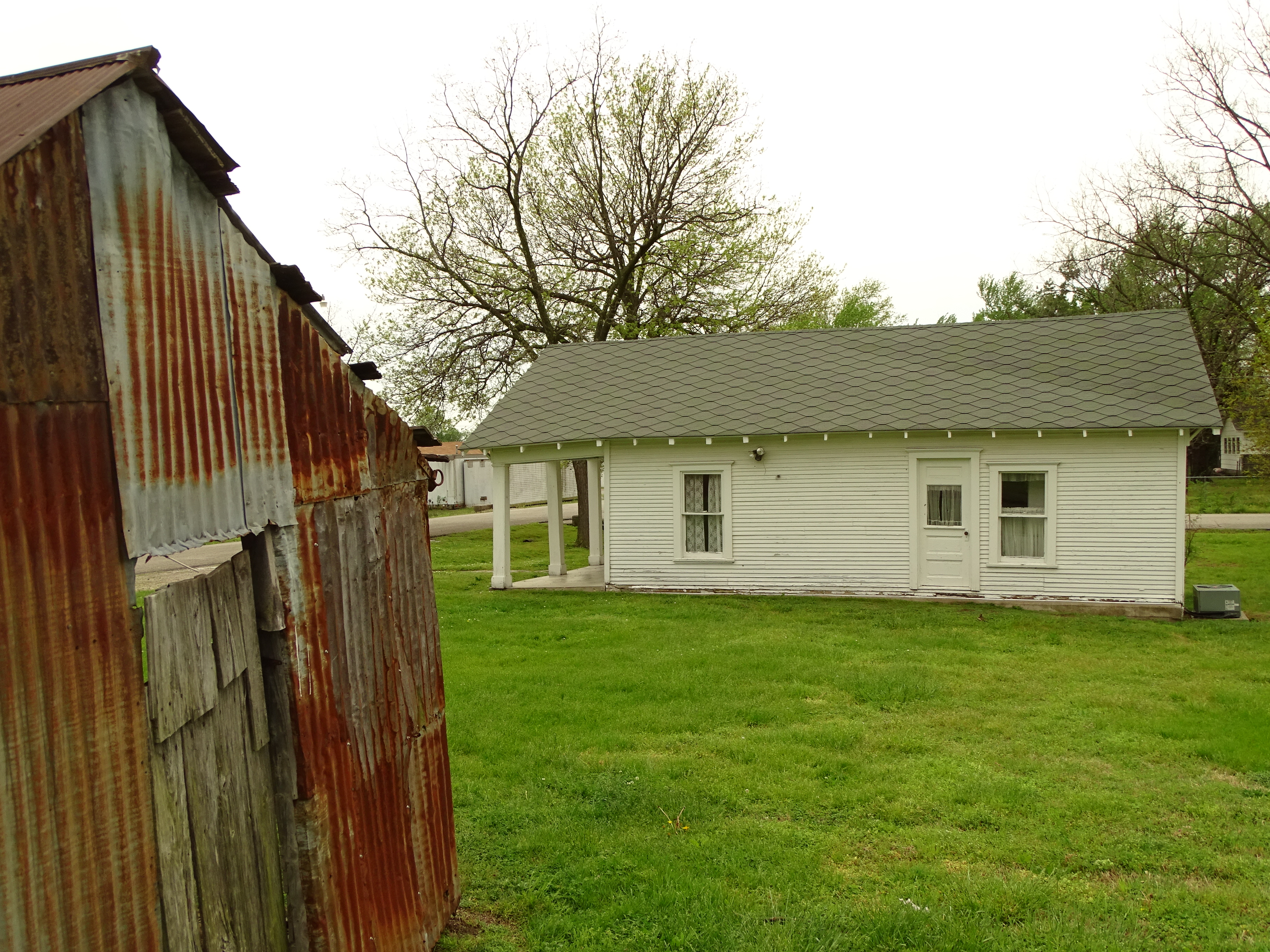
Maison d'enfance de Mickey Mantle.

Né dans une famille modeste d'une petite ville de l'Oklahoma, il a été initié très tôt au baseball par son père. Il avait au moins une ascendance anglaise partielle ; son arrière-grand-père George Mantle a quitté Brierley Hill, une petite ville du Black Country en Angleterre et a émigré aux États-Unis en 1848.
Mantle a joué toute sa carrière avec les Yankees de New York. En 1956, il gagne la triple couronne - ce qui signifie qu'il a mené la ligue en home run (52), points produits (130) et à la moyenne au bâton (0,353). Il est aussi connu pour la poursuite du record de Babe Ruth en 1961, quand il a frappé 54 home run en 153 parties. Il a dû s'incliner devant Roger Maris après s'être blessé vers la fin de la saison. C'est finalement Roger Maris qui a battu le record de Ruth et a remporté le titre de joueur le plus utile (MVP).
Avec les Yankees, Mantle a participé 12 fois aux Séries mondiales (World Series), et en a gagné 7. Il a établi les records actuels pour les home run (18), points produits (40), points marqués (42) et buts-sur-balles (43). En 273 présences au bâton (presque la moitié d'une saison régulière) il a frappé pour une moyenne de 0,257.
Au moment de sa retraite, il était au troisième rang pour le nombre de home run effectués, avec un total de 536. Il occupe désormais le 13e rang, mais est le premier parmi les frappeurs ambidextres, Eddie Murray étant deuxième avec 504 home run. Il fut élu au Temple de la renommée du baseball en 1974 avec 88 % des votes, à sa première année d'éligibilité. Il figure parmi les 8 joueurs ayant été meilleur joueur des Ligues majeures au moins trois fois.
Mantle est surtout connu pour ses très longs home run. La légende veut que Mantle frappa le plus long home run de l'histoire, estimé à 565 pieds du marbre, le 17 avril 1953 à Washington, mais les estimations de la distance parcourue par la balle étaient très rudimentaires à l'époque, et ce chiffre tient davantage de la rumeur,. La balle fut expédiée hors du Griffith Stadium et récupérée par Donald Dunaway, un adolescent du quartier. Une étude d'un professeur de l'Université de l'Illinois à Urbana-Champaign qui a examiné la physique du baseball a conclu qu'il existait un « scénario plausible » où la balle aurait effectivement pu traverser cette distance,, mais il est impossible de la déterminer avec exactitude.
Il aurait dans sa carrière frappé 10 home run de plus de 500 pieds. Le plus long home run de sa carrière (non mesurable à l'époque) est de 734 pieds (soit 224 m), frappé le 22 mai 1963 au Yankee Stadium en 11e manche. Sur ce coup, sa frappe de 113 m a percuté le toit du stade à une hauteur de 36 m. Dans sa carrière il a frappé à 3 reprises la façade du vieux Yankee Stadium.
Mantle était capable d'atteindre le premier but en 3,1 secondes et de faire le tour des buts en 13 secondes, des performances exceptionnelles pour un joueur qui a failli être amputé à l'âge de 15 ans (ostéomyélites).
Il était l’aîné d'une famille de cinq enfants vivant à Commerce. Son père était mineur à Picher (zinc). Sa famille perdit la ferme familiale à la suite de grosses inondations dans les années 1940. Ils retournèrent vivre dans une maison de deux pièces à Commerce. Son père a eu une grande influence sur lui, il était son modèle. Comme deux de ses oncles, son père est décédé d'un cancer en 1952, à l'âge de trente-neuf ans. Mickey Mantle venait de terminer sa première saison à New York. Il aura beaucoup de mal à s'en remettre, et c'est à partir de cette époque qu'il devient alcoolique (21 ans). Il est soutien de famille à 21 ans, et c'est lui qui achète une maison de sept pièces à sa mère en 1952. Sa vie privée sera très décousue malgré un mariage à l'âge de 19 ans avec Merlyn, qui lui donnera 4 garçons.
En 1988, il apparaît dans le clip de la chanson "Me and Julio down by the Schoolyard" de Paul Simon. Le chanteur précisera avoir toujours préféré Mickey Mantle à son rival Joe DiMaggio, pourtant cité dans "Mrs. Robinson".
La même année, Mickey Mantle est cité par Billy Joel dans sa chanson "We didn't start the fire", parue sur l'album "Storm Front" sorti en 1989.
Souffrant d'alcoolisme Mickey Mantle meurt en 1995 d'un cancer du foie (après transplantation) à Dallas.

## Palmarès
- Classé 13e pour les coups de circuit
- Classé 99e pour les coups sûrs
- Classé 27e pour les points marqués
- Classé 45e pour les points produits
- Champion frappeur en 1956
- Meilleur joueurs des ligues majeures (1956, 1957, 1962)
- Élu au Temple de la renommée du baseball et à l'équipe du siècle
- Triple couronne en 1956.
- Champion frappeur de coups de circuit en 1955, 1956, 1958 et 1960.
- Il a frappé un carrousel (simple, double, triple, coup de circuit dans le même match) le 23 juillet 1957.

## Statistiques
| G    | AB   | H    | 2B  | 3B | HR  | R    | RBI  | BB   | SO   | AVG   | OBP   | SLG   |
| 2401 | 8102 | 2415 | 344 | 72 | 536 | 1677 | 1509 | 1733 | 1710 | 0,298 | 0,422 | 0,557 |